# Georgia Byng

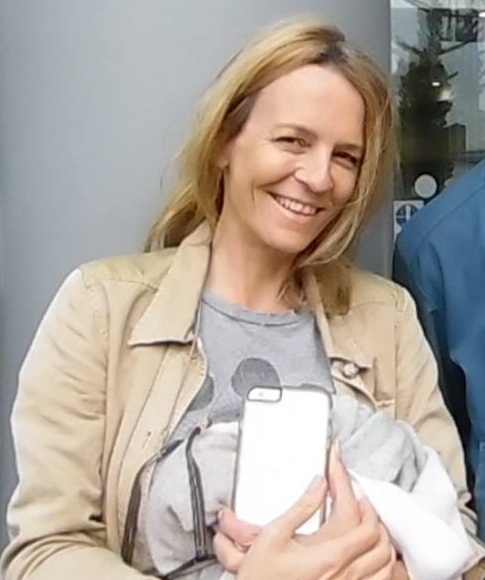

Georgia Byng (6 de septiembre de 1965) es una autora británica de libros para niños. Asistió a la Escuela Central de Discurso y Drama, pero renunció a la actuación para escribir. Comenzó escribiendo historietas e ilustrando. Su primer libro publicado fue una historia de cómic: The Sock Monsters.
El trabajo más conocido de Byng es Molly Moon y el increíble libro del hipnotismo, acerca de una niña que encuentra un libro sobre hipnotismo y aprende cómo hipnotizar a la gente. En libros posteriores, Molly Moon aprende a utilizar otros poderes, incluyendo detener el tiempo, viajando a través del tiempo, la lectura de mentes, y a cambiar de forma.

## Primeros años
Georgia Byng nació el 6 de septiembre de 1965,  y se crio en un pequeño pueblo de Abades Worthy en Hampshire, al sur de Inglaterra. Ella es  hija mayor y el segunda hija del octavo conde de Strafford y su primera esposa Jennifer May. También es hermana del editor Jamie Byng. Estuvo casada en 1990 (divorciada en 1995)  con Daniel Chadwick,  con quien tuvo una hija, Tiger Rose, nacida 1991. Ahora vive con su segundo marido, el artista Marc Quinn, y sus tres hijos, su hija y sus hijos Tiger Sky y Lucas.
Debido a su padrastro, Sir Christopher Bland Byng Georgia es la media hermana de la periodista de prensa y ahora subdirectora del periódico The Independent, Archie Sosa,  y la hermana mayor del editor Jamie Byng, de Canongate Books.

## Educación
Byng fue educada en la escuela Westonbirt, un internado para niñas en Cotswold, Gloucestershire, al  suroeste de Inglaterra.  Luego asistió a la Escuela Central de Discurso y Drama, una universidad constitutiva de la Universidad de Londres, en el centro de Londres.

## Libros
Molly Moon
- Molly Moon y el increíble libro del hipnotismo (2002)
- Molly Moon detiene el mundo (2003)
- Molly Moon viaja a través del tiempo (2005)
- Molly Moon y los ladrones de cerebros (2007)
- Molly Moon y el misterio mutante (2010)
- Molly Moon y el monstruo de la música (2013)

Otros
- The Sock Monsters
- Jack's Tree
- The Girl  With No Nose